# 點粒子

點質量的實際範例。灰色部分的質量可以簡化成一個點質量。

點粒子是物理裡頭常使用的一種粒子理想化的概念。
其主要的特色是維度為零，不佔有空間。

當情況在與物體的大小、形狀、結構無關時，點粒子是一個合適的描述。
舉例而言，只要離得夠遠，形狀任意的物體都會看似於一個點。
在討論重力時，物理學家習慣用一個「點質量」去描述一個具有質量但不具有結構的粒子。
類似的情況，在電磁作用中「點電荷」代表一個帶電荷的粒子。

有時由於特殊的組成性質，即使相距不遠，物體仍可視作為點粒子。
例如一個其交互作用遵守平方反比定律的球形物體，它的作用等同全部的物質集中在球心的點上。
在牛頓重力和古典電磁學中，在球面之外的場等同一個位於球心的具有相同質量/電荷的點粒子產生的場。

在量子力學裡，這個概念變得比較複雜。
由於海森堡的不確定性原理，一個不具有結構的粒子所佔據的空間仍不為零。
例如一個氫原子軌道上的電子，其所占據的空間約 10-30 m3 。
此外，這當中電子與夸克這類的不具結構基本粒子與質子這類具有結構的複合粒子（質子由三個夸克構成）也有所不同。
基本粒子有時也被稱作「點粒子」，但這與上面討論的概念不同。
（細節請見基本粒子）

## 參閱
- 基本粒子
  - 夸克
  - 輕子
- 荷 (物理)　（廣義概念，並不僅限於電荷）